# Boten Anna
Boten Anna (schwedisch „Anna, der Bot“) ist ein Lied des schwedischen Dance-Musikers Basshunter aus dem Jahr 2006, welches auf seinem dritten Studioalbum LOL <(^^,)> erschienen ist. International erlangte das Stück im Folgejahr auch in der englischsprachigen Coverversion Now You’re Gone Bekanntheit.

## Entstehung und Veröffentlichung
Das Lied wurde vom Interpreten selbst getextet, komponiert und produziert.
Die Erstveröffentlichung von Boten Anna erfolgte als Single am 9. Mai 2006 bei Warner Music. Diese erschien als 2-Track-CD-Single (Katalognummer: 5051011-4730-5-0) und Download mit zwei Versionen des Liedes. In den Folgemonaten erschienen weitere Singleausführungen, die sich durch die Anzahl und Auswahl der B-Seiten unterscheiden. Am 30. August 2006 erschien das Lied als Teil von Basshunters zweiten Studioalbum LOL <(^^,)> (Katalognummer: 5051011-5648-2-6).
Im Jahr 2007 veröffentlichte Basshunter eine englischsprachige Coverversion zu Boten Anna mit dem Titel Now You’re Gone. Diese entstand in Zusammenarbeit mit dem niederländischen DJ Mental Theo und seinem Musikprojekt "DJ Mental Theo’s Bazzheadz". Dieser zeichnete zusammen mit Basshunter für den neuen Text verantwortlich. Die Erstveröffentlichung des Covers erfolgte am 31. Dezember 2007 als Single bei Hard2Beat Records (Katalognummer: H2B01E). Am 14. Juli 2008 erschien es als Teil von Now You’re Gone – The Album (Katalognummer: H2BCD04), dem dritten Studioalbum von Basshunter.

## Inhalt
Der schwedische Text von Boten Anna erzählt die Geschichte eines weiblichen Chatters, der vom Interpreten irrtümlich für einen Bot gehalten wird. Am Ende findet dieser aber die Wahrheit heraus. Das Lied basiert auf einem Erlebnis des Sängers. Ein Freund hatte ihm gesagt, er würde einen Bot mit administrativen Rechten kreieren, um in seinem Channel #BassHunter.se für Ruhe und Ordnung zu sorgen. Wenig später sah Jonas einen neuen User mit administrativen Rechten namens Anna, der soeben den Channel betrat, und glaubte natürlich, dass es sich dabei um den von seinem Freund erwähnten Bot handelte. Erst Monate später kam er dahinter, dass Anna kein Bot, sondern die Freundin seines Freundes ist. Dieses Erlebnis brachte ihn dazu, einen Song darüber zu schreiben.
Der Liedtext wurde jedoch häufig missverstanden. Das Wort Bot wird des Öfteren mit båt (schwedisch für „Boot“, ähnliche Aussprache wie im Deutschen) verwechselt, da viele Leute weder die Bedeutung noch die richtige Schreibweise von Bot kennen. Die Tatsache, dass zudem im Schwedischen das Wort kanal sowohl einen IRC-Channel als auch einen wasserführenden Kanal bezeichnet und der Sänger im Musikvideo von Boten Anna in einem Tretboot mit der Aufschrift A einen Kanal entlang fährt, lässt vermuten, dass hier aufgrund der Doppeldeutigkeit des Textes bewusst ein Wortspiel verwendet wurde. Dieses verstärkte die Fehlinterpretation des eigentlichen Inhalts unter den des Schwedischen unkundigen internationalen Hörern weiter.

## Kommerzieller Erfolg

### Chartplatzierungen

#### Boten Anna
Das Lied avancierte zum Nummer-eins-Hit in Dänemark, den Niederlanden und Schweden. Darüber hinaus erreichte es Top-10-Platzierungen in Österreich (Rang 2), Norwegen (Rang 3), Finnland (Rang 4) oder auch Deutschland (Rang 9).
| ChartsChartplatzierungen | Höchstplatzierung | Wochen |
| ------------------------ | ----------------- | ------ |
| Deutschland (GfK)        | 9 (25 Wo.)        | 25     |
| Österreich (Ö3)          | 2 (39 Wo.)        | 39     |
| Schweden (GLF)           | 1 (35 Wo.)        | 35     |
| Schweiz (IFPI)           | 45 (15 Wo.)       | 15     |

| ChartsJahrescharts (2006) | Platzierung |
| ------------------------- | ----------- |
| Schweden (GLF)            | 4           |

| ChartsJahrescharts (2007) | Platzierung |
| ------------------------- | ----------- |
| Deutschland (GfK)         | 29          |
| Österreich (Ö3)           | 10          |

#### Now You’re Gone
Die Coverversion Now You’re Gone avancierte zum Nummer-eins-Hit im Vereinigten Königreich sowie zum Top-10-Hit in Schweden (Rang 2), Neuseeland (Rang 3), Belgien-Wallonien (Rang 5), Frankreich (Rang 6), Finnland (Rang 8) und Norwegen (Rang 10).
| ChartsChartplatzierungen     | Höchstplatzierung | Wochen |
| ---------------------------- | ----------------- | ------ |
| Deutschland (GfK)            | 18 (11 Wo.)       | 11     |
| Österreich (Ö3)              | 14 (23 Wo.)       | 23     |
| Schweden (GLF)               | 2 (21 Wo.)        | 21     |
| Schweiz (IFPI)               | 29 (24 Wo.)       | 24     |
| Vereinigtes Königreich (OCC) | 1 (40 Wo.)        | 40     |

| ChartsJahrescharts (2008)    | Platzierung |
| ---------------------------- | ----------- |
| Österreich (Ö3)              | 62          |
| Schweden (GLF)               | 32          |
| Vereinigtes Königreich (OCC) | 8           |

#### Ingen kan slå (Boten Anna)
Die Coverversion Ingen kan slå (Boten Anna) avancierte zum Top-10-Hit in Schweden (Rang 4).
| ChartsChartplatzierungen | Höchstplatzierung | Wochen |
| ------------------------ | ----------------- | ------ |
| Schweden (GLF)           | 4 (13 Wo.)        | 13     |

### Auszeichnungen für Musikverkäufe
| Land/Region       | Auszeichnungen für Musikverkäufe (Land/Region, Auszeichnung, Verkäufe) | Verkäufe |
| ----------------- | ---------------------------------------------------------------------- | -------- |
| Dänemark (IFPI)   | 3× Platin                                                              | 61.000   |
| Österreich (IFPI) | Gold                                                                   | 15.000   |
| Schweden (IFPI)   | Platin                                                                 | 20.000   |
| Insgesamt         | 1× Gold · 4× Platin ·                                                  | 96.000   |

| Land/Region                  | Auszeichnungen für Musikverkäufe (Land/Region, Auszeichnung, Verkäufe) | Verkäufe |
| ---------------------------- | ---------------------------------------------------------------------- | -------- |
| Dänemark (IFPI)              | Gold                                                                   | 45.000   |
| Neuseeland (RMNZ)            | Platin                                                                 | 15.000   |
| Vereinigtes Königreich (BPI) | Platin                                                                 | 667.000  |
| Insgesamt                    | 1× Gold · 2× Platin ·                                                  | 682.000  |

## Coverversionen
In den Niederlanden und in Israel kamen viele Coverversionen auf den Markt. In der niederländischen Version Ik heb een boot („Ich habe ein Boot“) wird dabei tatsächlich ein Boot namens Anna beschrieben, da das Wort Boten die Pluralform des niederländischen Wortes für Boot ist. Die israelische Version namens Rotze Banot („Ich will Mädchen“) erzählt von einem Mann, der mit einem Freund ein Nachtlokal besucht. Diese Version wurde auch noch einmal von weiblicher Seite her gekontert Rotza Banin („Ich will Jungs“). Am 20. April erschien eine deutsche Coverversion von Kid Bob mit dem Titel Dicke Anna. Weiter kursiert eine polnische Version von Cliver mit dem Titel Lekarstwo na gorzkie łzy.